# Piotr Wereśniak
Piotr Wereśniak (ur. 4 lipca 1969 w Ząbkowicach Śląskich) – polski reżyser, scenarzysta, pisarz i aktor.

## Życiorys
Uczęszczał do Technikum Radiowego w Dzierżoniowie. Absolwent Wydziału Radia i Telewizji Uniwersytetu Śląskiego (1992).
Pierwsze doświadczenie filmowe zdobył w 1992, gdy wygrał konkurs czasopisma „Film” na najlepszy pomysł filmowy. Popularność przyniósł mu film Kiler, do którego napisał scenariusz oraz film komediowy Zróbmy sobie wnuka. Jest autorem książek Zabili mnie we wtorek i Nie szukaj mnie.

## Filmografia

### Scenariusz
- 1997: Kiler
- 1997: Złotopolscy
- 1999: Pan Tadeusz
- 1999–2006: Na dobre i na złe
- 2000: Zakochani
- 2000: To ja, złodziej
- 2001: Stacja
- 2004–2006: Kryminalni
- 2008: Agentki
- 2008–2016: Barwy szczęścia
- 2014: Wkręceni
- 2015: Wkręceni 2
- 2021: Między oczy[2]

### Reżyser
- 1999–2006: Na dobre i na złe
- 2000: Zakochani
- 2000: M jak miłość
- 2001: Stacja
- 2003: Zróbmy sobie wnuka
- 2004–2006: Kryminalni
- 2008: Agentki
- 2008–2016: Barwy szczęścia[1]
- 2008: Nie kłam, kochanie
- 2010: Och, Karol 2
- 2012–2013: Wszystko przed nami[3]
- 2014: Wkręceni
- 2015: Wkręceni 2
- 2017–2019: W rytmie serca[4]
- 2021: Między oczy[5]

## Książki
- 2008: Zabili mnie we wtorek
- 2010: Nie szukaj mnie

## Nagrody
- 1999: Hartley-Merrill Award za film Stacja
- 2002: nominacja do Orła za najlepszy scenariusz za film Stacja
- 2004: Złoty Granat FF Komediowych za film Zróbmy sobie wnuka